# Линдли, Альфред
Альфред «Эл» Деймон Линдли (англ. Alfred "Al" Damon Lindley; 20 января 1904, Миннеаполис, Миннесота — 22 февраля 1951, Paxton, Небраска) — американский гребец, выступавший за сборную США по академической гребле в середине 1920-х годов. Чемпион летних Олимпийских игр в Париже в зачёте восьмёрок, победитель и призёр многих студенческих регат.

## Биография
Альфред Линдли родился 20 января 1904 года в Миннеаполисе, штат Миннесота.
Научился грести в Академии Филлипса в Эндовере. Позже занимался академической греблей во время учёбы в Йельском университете в Нью-Хейвене, в течение трёх лет состоял в местной гребной команде «Йель Булдогс», неоднократно принимал участие в различных студенческих регатах.
Наивысшего успеха в гребле на международном уровне добился в сезоне 1924 года, когда, ещё будучи студентом университета, вошёл в основной состав американской национальной сборной и благодаря череде удачных выступлений удостоился права защищать честь страны на летних Олимпийских играх в Париже. В распашных восьмёрках с рулевым благополучно преодолел полуфинальную стадию и в решающем финальном заезде обошёл всех своих соперников, в том числе более чем на 15 секунд опередил ближайших преследователей из Канады — тем самым завоевал золотую олимпийскую медаль.
Окончив университет в 1925 году, впоследствии работал в сфере юриспруденции, стал практикующим адвокатом. Увлекался горнолыжным спортом и альпинизмом. Проявил себя в политике.
Погиб в автокатастрофе 22 февраля 1951 года недалеко от поселения Пакстон в штате Небраска.